# Si Sa Ket (província)
Si Sa Ket é uma província da Tailândia. Sua capital é a cidade de Si Sa Ket.